# Хлорапатит
Хлорапатит (англ. chlorapatite; нім. Chlor-Apatit m) — один з важливих мінералів хлору.
Від назви хімічного елемента хлору і мінералу апатиту (C.F.Rammelsberg, 1860).

## Опис
Хімічна формула: Ca5[PO4]3Cl. Різновид апатиту, в якому серед додаткових йонів переважає хлор, вміст якого досягає 7 %. Сингонія гексагональна. Дипірамідальний вид. Форми виділення: шпичасті, щільні зернисті аґреґати. Спайність нечітка. Густина 3,2. Тв. 5,0. Колір смарагдово-зелений, блакитний, жовтий, коричневий, фіолетовий, безбарвний до білого. Зустрічається в габрових гірських породах, пегматито-пневматолітових жилах, метасоматитах, метеоритах. Супутні мінерали: каситерит, флюорит, кальцит.

## Розповсюдження
Знахідки: Лан і Ділл — Гессен, Гельмштадт — Нижня Саксонія (ФРН), шт. Юта і Флорида (США), узбережжя Алжиру, Тунісу і Марокко, в габрових жилах Норвегії, флогопіт-діопсидових метасоматитах Республіки Саха (РФ).